# Hydroxyurea
Hydroxyurea (hydroxymočovina, též hydroxykarbamid), je analog močoviny blokující tvorbu a opravu DNA tím, že blokuje enzym ribonukleotid reduktázu. Má letální účinky v S fázi buněčného cyklu. Používá se někdy jako léčivo.

## Použití
Je to cytostatikum používané v léčbě některých krevních onemocnění, při nichž dochází k přemnožení jistých krevních buněk či jejich prekurzorů.
- chronické myeloidní leukémie (CML), zejména u pacientů s hyperleukocytózou a k paliativní léčbě pacientů, kteří na jiná léčiva neodpovídají.[3] Je dnes spíše nahrazována novějšími léky proti CML, jako je imatinib.[4]
- Esenciální trombocytémie – přemnožení krevních destiček[5], které není podmíněno jiným onemocněním (např. reaktivní trombocytémie u maligních onemocnění).
- Srpkovitá anémie.[6]

Hydroxyurea dále je součástí některých antiretrovirálních směsí namířených proti viru HIV). Ve výzkumu se využívá jako inhibitor replikace DNA.

## Vedlejší účinky
Vedlejším efektem bývají průjmy, nevolnost, nebo bolesti břicha. Při dlouhodobém užívání nebo ve vyšších dávkách může vést k výskytu aft v ústní dutině, k makrocytóze a zřídka i k chudokrevnosti. Vzácně může dojít k alergii a kožním vyrážkám. Hydroxyurea nenarušuje plodnost, nicméně nemocné ženy by se měly během léčby vyhnout otěhotnění, protože tento lék může poškodit plod.